# Relaciones transatlánticas

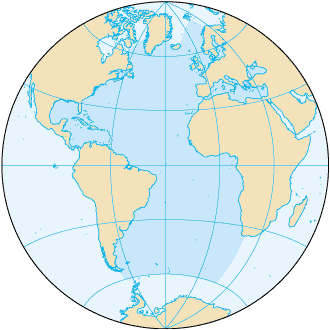
Océano Atlántico

Las relaciones transatlánticas se refieren a las relaciones históricas, culturales, políticas, económicas y sociales entre los países occidentales de ambos lados del Océano Atlántico. El término se refiere específicamente a las relaciones entre los países anglófonos de América del Norte (Estados Unidos y Canadá) y países u organizaciones europeas particulares, como por ejemplo a las relaciones Estados Unidos-Unión Europea.
Hay una serie de cuestiones sobre las que, en general, Estados Unidos y Europa no están de acuerdo. Algunas de ellas son culturales, como el uso de la pena de muerte por parte de Estados Unidos, otras son cuestiones internacionales como el proceso de paz de Medio Oriente, donde a menudo se considera a Estados Unidos como pro-israelí y donde Europa es vista a menudo como pro-árabe (o al menos neutral), y muchos otros están relacionados con el comercio. Las políticas estadounidenses actuales a menudo se describen como de naturaleza unilateral, mientras que a menudo se dice que la Unión Europea y Canadá adoptan un enfoque más multilateral, confiando más en las Naciones Unidas y otras instituciones internacionales para ayudar a resolver problemas. Hay muchas otras cuestiones en las que están de acuerdo.
El atlantismo es una filosofía que aboga por una estrecha cooperación entre América del Norte y Europa.

## Definición

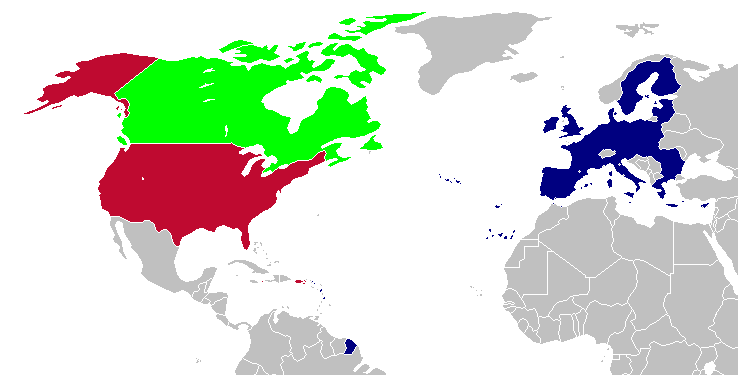
Una posible definición de relaciones transatlánticas. Estados Unidos (en rojo), Canadá (en verde) y la Unión Europea con el Reino Unido (antes del brexit, en azul). Se excluyen de esta definición los estados no pertenecientes a la UE en Europa y toda América Latina y África.

Las relaciones transatlánticas pueden referirse a relaciones entre estados individuales (como las Relaciones Alemania-Estados Unidos o las Relaciones Estados Unidos-Reino Unido), relaciones entre grupos de estados (como la planeada Zona de Libre Comercio Transatlántica), relaciones de organizaciones internacionales con otros grupos o con estados (como las Relaciones Canadá-Unión Europea o las Relaciones Estados Unidos-Unión Europea), o relaciones dentro de un grupo.
Los límites de los estados que forman parte de las relaciones transatlánticas dependen del contexto. El término puede usarse como eufemismo para una relación bilateral específica, por ejemplo, las relaciones angloamericanas. El límite podría trazarse para referirse únicamente a los Estados miembros de la UE más los Estados Unidos cuando se habla de las relaciones euro-americanas. En otras circunstancias, puede incluir Canadá o países europeos no pertenecientes a la UE. El término también puede usarse en el contexto del mundo atlántico más amplio, incluidas África y América Latina.

## Historia

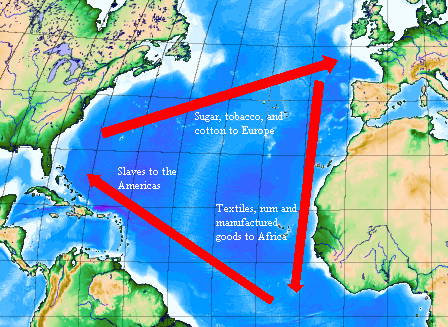
El comercio triangular en el Atlántico norte.

La primera relación entre Europa y América se basó en el colonialismo y el mercantilismo. La mayoría de los Estados modernos en las Américas se remonta a los estados coloniales que fueron fundados por los países europeos, los estados que eran muy diferentes de las civilizaciones precolombinas y culturas que habían existido antes.
Incluso después de que Estados Unidos (y más tarde Canadá) se independizaran, la relación principal entre los dos continentes fue la migración unidireccional. Políticamente, Estados Unidos intentó mantenerse alejado de los asuntos europeos y Canadá estaba subordinado a la política exterior británica.
Durante la Primera Guerra Mundial, sin embargo, ambos estados norteamericanos se encontraron luchando en Europa y absortos en la política europea. Los 14 puntos del presidente estadounidense Woodrow Wilson ayudaron a redibujar el mapa de Europa.
Aunque la administración de Roosevelt quería entrar en la guerra contra Alemania, la gran mayoría de los estadounidenses eran demasiado aislacionistas y estaban desilusionados con su experiencia en la Primera Guerra Mundial para buscar involucrarse en la Segunda Guerra Mundial, al menos hasta que Estados Unidos fuera atacado por Japón en Pearl Harbor el 7 de diciembre de 1941, y Adolf Hitler declaró la guerra a Estados Unidos el 11 de diciembre de 1941. Una vez involucrado, Estados Unidos se convirtió en un elemento fundamental del esfuerzo bélico y, por lo tanto, de la política europea.
Después de la guerra, Estados Unidos y Canadá deseaban un papel permanente en la defensa de Europa, y los estados europeos querían protección de la Unión Soviética. El resultado fue la Organización del Tratado del Atlántico Norte, que se convirtió en el eje de las relaciones transatlánticas durante la Guerra Fría.

## Atlantismo
Atlantismo es un término utilizado para referirse a la creencia o apoyo de una estrecha relación entre la América Anglosajona y Europa con respecto a cuestiones políticas, económicas y de defensa, con la creencia de que mantendrá la seguridad y la prosperidad de los países participantes y protegerá la percepción de los valores que los unen. El término deriva del Océano Atlántico que separa los dos continentes.
El término puede usarse de una manera más limitada para implicar apoyo a las alianzas militares del Atlántico Norte o de una manera más expansiva que implica una cooperación más amplia, valores percibidos profundamente compartidos, un sentido de comunidad y cierto grado de integración entre Estados Unidos, Canadá y Europa. En la práctica, la filosofía del atlantismo alienta la participación activa de la angloesfera, particularmente de los Estados Unidos, en Europa y la estrecha cooperación entre las dos orillas del océano. 